# Yovan Tomašević
Yovan Tomašević (Crmnica, 13 de febrero de 1892-Cetiña, 3 de abril de 1924) fue abogado y organizador del partido comunista en Montenegro.

## Biografía
Estudió el bachillerato en Cetiña, Sremski Karlovci y Belgrado, donde se graduó e ingresó en la Facultad de Derecho.
Participó activamente en las filas de la juventud estudiantil que lideró la lucha contra el régimen autocrático del príncipe Nikola . Entonces se relaciona con el llamado El asunto de la bomba en 1907. contra el príncipe Nikola fue condenado en rebeldía a diez años de prisión. Recibió amnistía en 1910 . año con motivo de la declaración de Montenegro como reino, tras lo cual regresó a casa y participó como combatiente en Primera Guerra de los Balcanes . Luego trabajó como profesor en Gornji Brčeli. 
En julio de 1914 fue movilizado en el Ejército montenegrino y, tras la ocupación austrohúngara de Montenegro, se trasladó a Marsella vía Albania. Allí trabajó durante algún tiempo como trabajador manual en una fábrica y en 1918 se licenció en derecho en la Universidad de Poitiers. El gobierno serbio canceló su beca debido a su apoyo a la Revolución de Octubre. Durante su estancia de tres años en Francia, Tomašević se familiarizó con los objetivos y la esencia de la lucha por los derechos de la clase trabajadora, de la que él mismo fue miembro durante su estancia en Francia.
A principios de 1919 regresó a Montenegro, donde participó en la creación de organizaciones socialistas, que luego estuvieron representadas a través de delegados en el Congreso de Fundación del PSTY(k) en 1919 en Belgrado. Cuando se formó el Comité Provincial del KPJ para Montenegro el 4 de abril de 1920, Tomašević se convirtió en su primer presidente.
Se opuso a la forma en que Montenegro se incorporó al nuevo estado, pero en principio apoyó y consideró necesaria la necesidad de un estado común de los eslavos del sur.
En las elecciones para la Asamblea Constituyente de 1920 fue titular de la lista del KPJ (PCY) por Montenegro, en la que fue elegido junto con otros tres candidatos al parlamento. Luego, la lista del KPJ en Montenegro obtuvo 11.000 de un total de 28.000 votos.
Después de la adopción de Declaración y la prohibición de las actividades del KPJ, Tomašević contribuyó mucho a la reorientación del KPJ en Montenegro para trabajar en condiciones ilegales, a conectar el trabajo ilegal con el trabajo legal y desarrolló una amplia gama de actividades dentro del Partido de los Trabajadores Independientes de Yugoslavia. En aquel momento trabajaba como abogado en Cetiña, pero estaba constantemente bajo vigilancia policial debido a su trabajo ilegal.
Escribió en periódicos y revistas de trabajadores y dejó un estudio manuscrito sobre la cuestión nacional montenegrina.
Murió el día 3 de abril de 1924 en Cetiña por tuberculosis y las consecuencias de la violencia policial.

## Legado
Después de la Segunda Guerra Mundial, su casa natal se convirtió en un museo conmemorativo. Varias escuelas de Montenegro llevan su nombre. Una de las calles del centro de Podgorica lleva su nombre y su monumento se encuentra cerca.

## Literatura
- Enciclopedia de Yugoslavia (libro ocho). "Instituto Lexicográfico Yugoslavo", Zagreb 1971. año.

- Datos: Q12747767